# Chiesa protestante di Saint-Pierre-le-Jeune
La chiesa di San Pietro il Giovane (in francese: église Saint-Pierre-le-Jeune) è una chiesa parrocchiale luterana di Strasburgo, da non confondersi con l'omonimo luogo di culto cattolico. La chiesa sorge in place Saint-Pierre-le-Jeune, sulla Grande Île. È Monumento storico di Francia dal 1999.

## Storia
Sul sito dell'attuale chiesa, si sono succedute diverse costruzioni. Agli inizi del medioevo sorse in questo luogo una chiesetta, dedicata a san Colombano o forse a san Columba di Iona. Nel 1031 è la volta di una chiesa in stile romanico, collegiata, affiancata dal palazzo del capitolo e dal chiostro, consacrata nel 1053 da papa Leone IX. Questo tempio prese il nome di Saint-Pierre-le-Jeune, San Pietro il Giovane, per distinguerlo da un'altra chiesa di Strasburgo, più antica, dedicata anch'essa san Pietro.
L'attuale edificio, in stile gotico, venne eretto a partire dalla seconda metà del XIII secolo e consacrato nel 1320. Tra il XIV e il XV secolo furono costruite le cappelle.
Nel 1524 la chiesa passò al culto protestante. Nel 1681, per volere del re Luigi XIV, una parte della chiesa, il coro, venne ceduto ai cattolici e separato con un muro dalla navata, che continuò ad essere dei protestanti. La chiesa venne restituita totalmente ai protestanti nel 1893, in seguito alla costruzione della chiesa cattolica di Saint-Pierre-le-Jeune.
Tra il 1897 e il 1901 furono intrapresi i lavori di restauro, sotto la direzione dell'architetto Carl Schäfer; a questo periodo risale il portale principale, costruito su modello del portale nord della facciata della cattedrale di Strasburgo.

## Descrizione

### Architettura

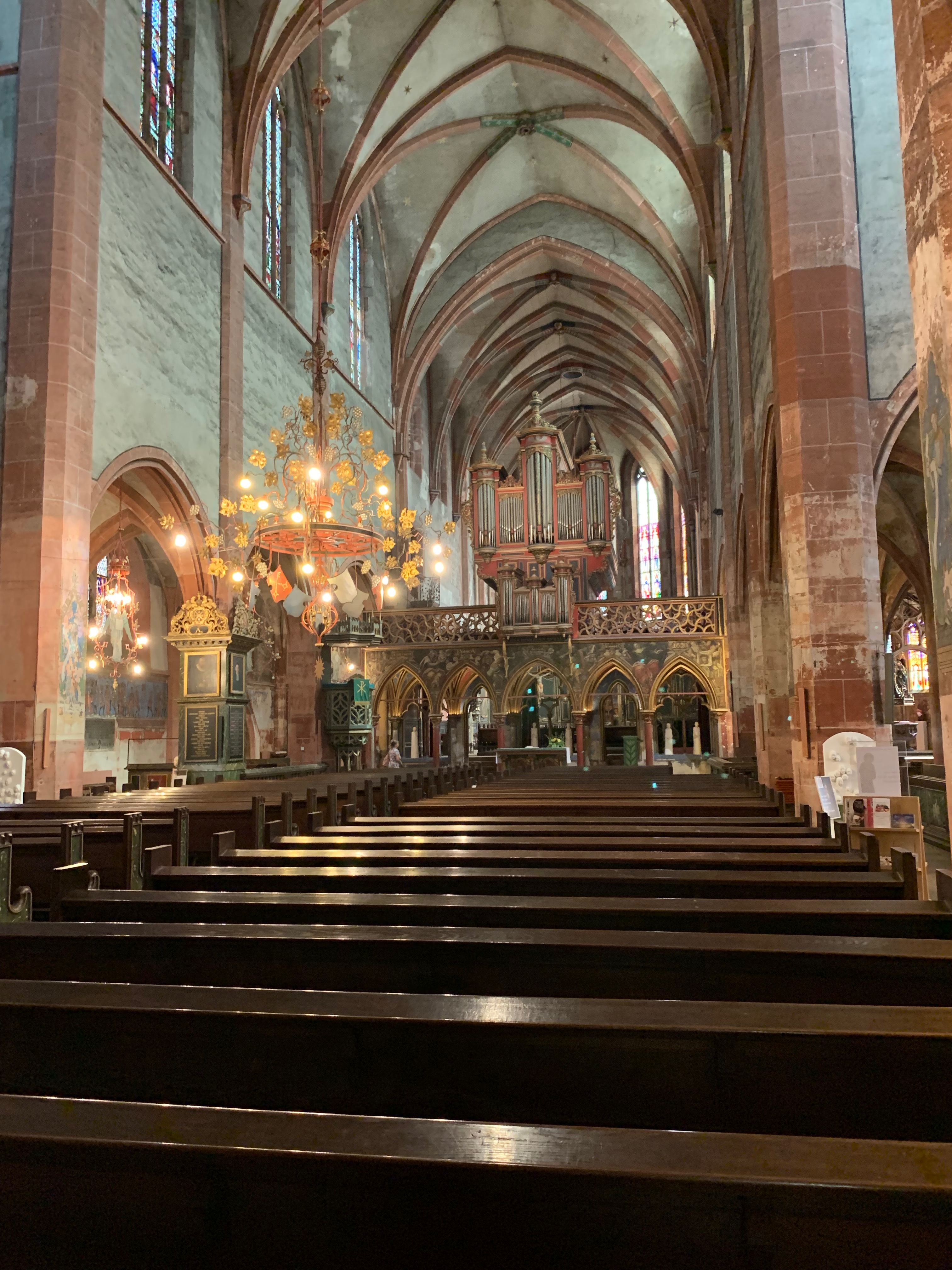
Interno

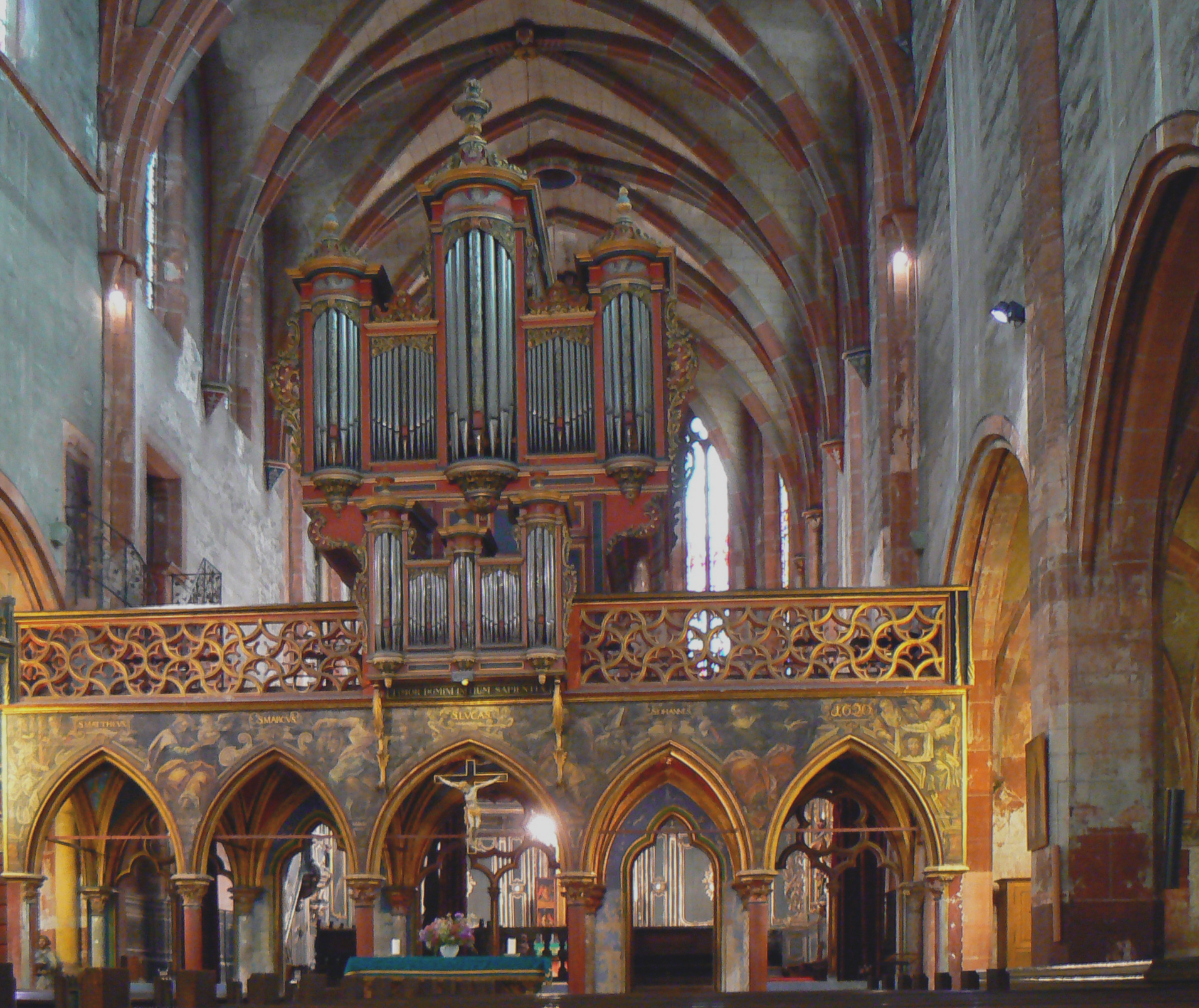
Jubé e organo Silbermann

L'interno si presenta diviso in quattro navate, voltate a crociera, con transetto e coro, quest'ultimo separato dalla navata centrale da un intramezzo, detto Jubé, costituito da cinque arcate ogivali, reggenti un soppalco balaustrato, sul quale è collocato l'organo a canneLe pitture a olio tra gli archi del Jubé, opera dell'artista Engelhardt risalente al 1620, presentano raffigurazioni degli Evangelisti.
Il coro, risalente al XIII secolo, ospita sculture barocche e pulpito in legno, del XVIII secolo e un retablo, il cui pannello centrale risale al 1518. Sul fondo dell'abside poligonale, si apre una piccola cappella risalente al 1900, contenente una statua di angelo, opera di Ferdinand Riedel, della stessa epoca.
La cappella della Trinità, in stile gotico fiammeggiante, ospita il fonte battesimale del XV secolo, opera di Hans Hammer (autore del pulpito della cattedrale di Strasburgo).
Gli affreschi che ornano le pareti della chiesa, pesantemente restaurati e ridipinti nel 1900, risalgono ai secoli XIV e XV.
Dal lato nord si accede al chiostro, con tre gallerie risalenti all'XI secolo e una del XV secolo; malgrado i rimaneggiamenti, è considerato il più antico di Francia.

### Organi a canne
Sul jubé, si trova l'organo a canne, costruito da Johann Andreas Silbermann nel 1780 ma più volte restaurato; tuttavia, dello strumento originario, non rimane che la cassa: l'organo attuale (2012), infatti, è stato realizzato nel 1966 da Alfred Kern. Esso, a trasmissione mista, meccanica per i manuali ed il pedale, elettro-pneumatica per i registri, ha tre tastiere di 56 note ciascuna ed una pedaliera di 30. A questo strumento, Helmut Walcha ha registrato per la Archiv Produktion parte dell'opera di Bach.
Nella cappella di San Giovanni vi è un organo positivo costruito nel 1982 da Alfred Kern, a quattro registri.